# Ophioglossum namegatae
Ophioglossum namegatae är en låsbräkenväxtart som beskrevs av Nish. och Kurita. Ophioglossum namegatae ingår i släktet ormtungor, och familjen låsbräkenväxter. Inga underarter finns listade i Catalogue of Life.